# (37807) 1997 YZ12
1997 YZ12 (asteroide 37807) é um asteroide da cintura principal. Possui uma excentricidade de 0.15714380 e uma inclinação de 6.26511º.
Este asteroide foi descoberto no dia 27 de dezembro de 1997 por Spacewatch em Kitt Peak.